# Casa Cervelló-Giudice
|  | No s'ha de confondre amb Palau de Cervelló. |

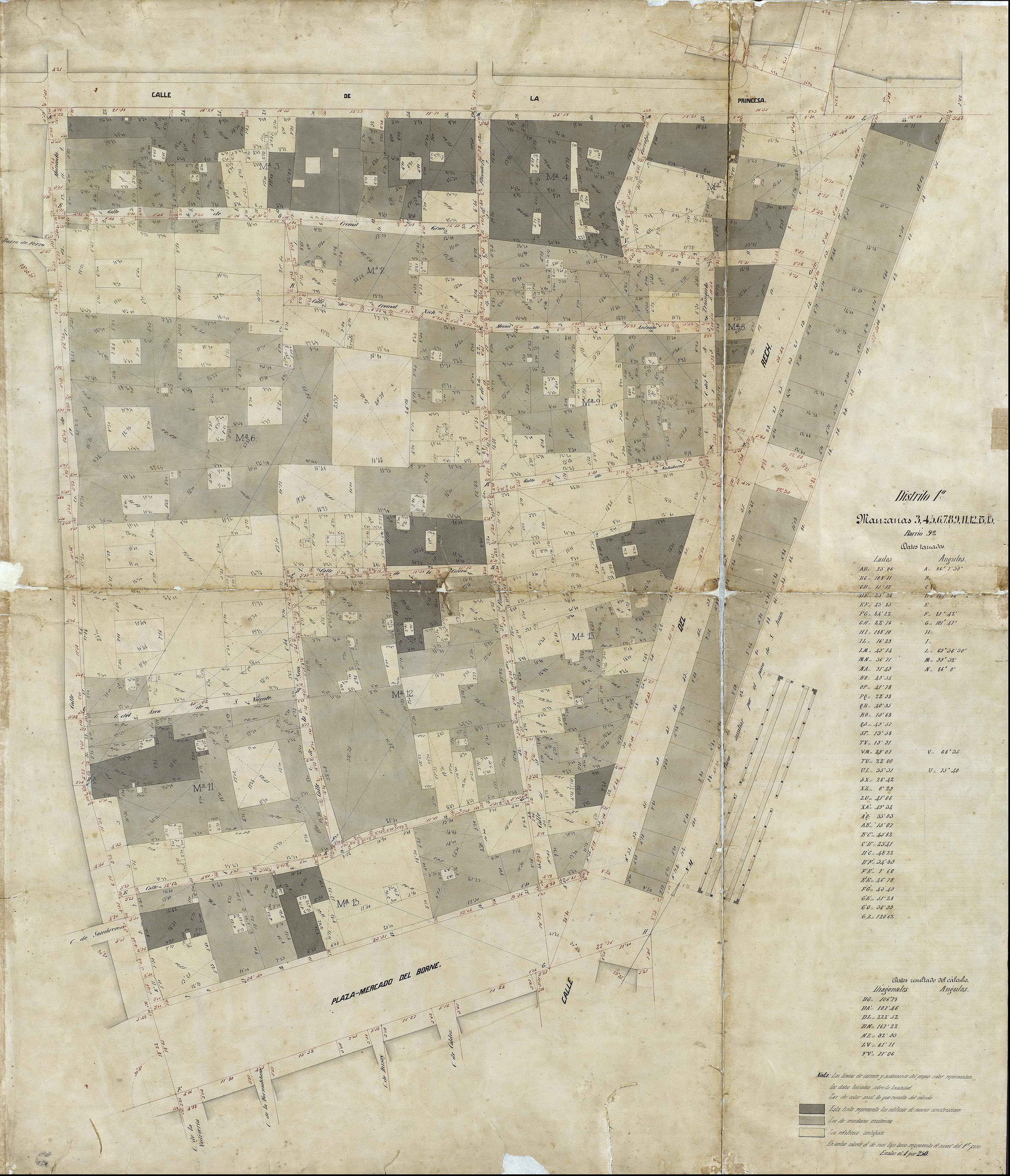
Quarteró núm. 15 de Garriga i Roca (c. 1860)

La Casa Cervelló-Giudice és un edifici situat als carrers de Montcada, 25 i de la Seca, 7 de Barcelona, catalogat com a bé cultural d'interès local.

## Història
Els primers testimonis materials es remunten als voltants del segle xiv, i la documentació històrica sosté aquesta cronologia: d'una banda la notícia del naixement de Maria de Cervelló (1230), fundadora de l'orde de les mercedàries i tradicionalment associada a aquesta casa, i d'altra, el fogatge de 1360, que dona fe de la configuració parcel·laria del carrer de Montcada a mitjans del segle xiv.
Cap al 1620, va passar a mans de Sebastià Giudice (o Judice) i Fiesco, membre d'una important nissaga de comerciants i naviliers genovesos. La casa fou heretada pel seu fill Francesc Antoni Giudice i Spinola, que hagué d'exiliar-se a Gènova arran de la Guerra dels Segadors. Anys més tard, s'incorporà a un terç de la Diputació del General per a foragitar els francesos que ocupaven el nord del Principat, i va morir en combat el 20 d'abril del 1658 durant el setge de Camprodon. En no tenir descendència, el succeí la seva germana Paula, casada amb Andreu de Cordelles. A la seva mort el 1681, la propietat passà a mans de la seva filla Francesca Júlia de Cordelles i Giudice, casada amb Lluís de Vilana i de Boixadors. El 1690, una de les filles del matrimoni, Maria de Vilana i de Cordelles-Giudice, es va casar amb Pau Ignasi de Dalmases i Ros, fill del propietari de la casa del davant. A la mort de Francesca Júlia el 1713, la succeí el seu primogènit Antoni de Vilana i de Cordelles-Giudice, casat amb Maria Vicenta Bertran i Massana. La seva filla Maria Ignàsia de Vilana i Bertran es va casar amb Melcior de Figuerola i de Blanes, coronel de Dragons del regiment de Mèrida. Morta el 1769, la casa va passar a mans del seu fill Vicenç Antoni de Figuerola i de Vilana, que va heretar el títol de baró de Nàquera del seu oncle Josep i el 1800 fou nomenat marquès de Cordelles per Carles IV. El 1789, va demanar permís per a reformar la façana del carrer de la Seca, i novament el 1802 per a fer un balcó llarg al primer pis del carrer de Montcada.
La seva neta Josepa de Figuerola i de Vilana es va casar amb el jurista Miquel Joan de Magarola i de Clariana, que va morir a mitjans de juliol del 1807 i fou succeït pel seu fill Benet de Magarola i de Castellví. Aquest va morir el 1823 a Can Magarola (Canovelles) sense descèndencia i va llegar els seus béns a la seva cosina Manuela de Magarola i d'Ardena, casada amb Felip Ignasi de Miquel i de Blondel, marquès de Blondel de l'Estany de Bellcaire. El litigi iniciat per Josep Maria de Dalmases i de Gomar pel patrimoni vinculat d'Anna Sors, Bertran Joan de Cordelles i Paula Giudice, va acabar el 1830 amb una concòrdia entre aquest i Manuela de Magarola i els marmessors de Josepa de Figuerola, per la qual quedava en possessió de diverses finques, entre elles la casa del carrer de Montcada i la Torre Vilana.
Josep Maria de Dalmases morí el 1858 i en el seu testament nomenà hereva universal la seva neta Maria del Carme de Dalmases i d'Olivart (1842-1920), que el 1916 va rebre el títol de marquesa de Vilallonga per rehabilitació del rei Alfons XIII. El 1929, el seu fill Francesc Xavier de Fontcuberta i de Dalmases, tercer marquès de Vilallonga, va demanar permís per a reformar el cos en forma d'«L» del carrer de la Seca, segons el projecte de l'arquitecte J. Rodríguez Llobera. Entre les dècades de 1930 i 1950 va acollir la fàbrica de bosses de paper de Josep Coma.
En aquesta època, i amb el permís del propietari, el marquès de Vilallonga (que a més era el delegat de l'Ajuntament al districte), s'hi va realitzar una intervenció a càrrec de l'arquitecte Adolf Florensa i Ferrer, cap del Servei Municipal de Conservació i Restauració de Monuments. Les obres, acabades el 1959, van consistir en netejar la façana, i a la planta baixa, recuperar la funció original d'una finestra que havia estat convertida en porta. A més, «la galería alta estaba obstruída por unos tabiques que han sido ya suprimidos».
Des de 1974 fins al 2012 va allotjar la Galeria Maeght. Entre els anys 2015 i 2017, l'edifici va acollir la Fundació Gaspar, dedicada a l'art contemporani, i a partir de l'octubre de 2021 acull el Museu Moco, dedicat a l'art modern i contemporani.

## Descripció
La finca té una forma rectangular, i consta de dues parts ben diferenciades, amb façanes als carrers de Montcada i de la Seca, respectivament. La banda del carrer de Montcada es caracteritza per la presència d'un pati descobert, al voltant del qual es desenvolupen les estances dels diversos nivells: planta baixa (amb testimonis d'un antic soterrani), un pis intermedi (que correspondria als estudis del segle xvi), la planta noble i dos pisos més. El conjunt es cobreix amb un terrat pla transitable, a excepció de la banda més propera al carrer, coberta amb una teulada simple.
La façana destaca per la presència d'elements estilísticament molt dissemblants, que es corresponen amb actuacions de diferents èpoques: finestres coronelles de llinda apuntada (segles xiii-xiv), finestres motllurades amb mènsules esculpides (segle xvi) i altres amb llindes rectes i muntants motllurats (segles xvii-xviii). També són visibles algunes reformes del segle xix que afecten especialment a remuntes i canvis en els accessos a diferents estances de la casa.
A la planta baixa en destaca la gran portalada de pedra amb un arc de mig punt adovellat, probablement obra medieval, tot i que la gran amplada de les dovelles ens indicaria unes dates més tardanes (cap al segle xv). Aquesta porta es troba flanquejada per unes finestres a mitjana alçada i es correspondrien amb la reforma realitzada cap al segle xvi per tal de construir els estudis de la casa; no obstant, cal remarcar la diferència formal existent entre les finestres, una d'elles amb llinda motllurada, i la resta amb llinda recta, que apuntarien a una reforma més tardana.
Al primer pis o planta noble s'obren tres finestres amb balcó de volada de pedra i barana de ferro que combina barrots llisos i helicoidals. Aquestes finestres es troben emmarcades per una motllura que delimita cadascuna de les obertures a la banda superior i que contraresta l'escassa decoració a les llindes i muntants, limitada a una fina motllura. El segon pis només disposa d'una petita finestra a un dels costats de la façana, fruit molt probablement d'una de les reformes barroques. Així, aquest segon pis es configura com un mur corregut que es corona amb un element de cornisa que constitueix l'ampit de la solana desenvolupada al darrer nivell. Aquesta galeria disposa de diversos pilars octogonals de pedra que sostenen una teulada en vessant, sota la qual brollen quatre gàrgoles llises per on s'aboca l'aigua d'aquesta.
A l'interior, al qual s'hi accedeix des del carrer de Montcada a través de la portalada que condueix a un vestíbul, trobem el pati descobert esmentat, on es localitza una magnífica escala de pedra que condueix a la planta noble. A diferència d'altres exemples d'estil barroc com l'escala coberta del Palau Dalmases i la del Palau Mercader, entre d'altres, es tracta d'una reforma de l'estructura medieval i no pas d'una construcció de bell nou. Els grans arcs que configuren la coberta rampant de l'escala es recolzen a sobre d'unes esveltes columnes que molt probablement (atesa la seva tipologia) van ser aprofitades d'una galeria del segle xvi que hi hauria a una de les façanes del pati.
La planta baixa disposa d'un dels espais més rellevants del conjunt tant per la tipologia com per la cronologia. Destaquen, en aquest sentit, els grans arcs adovellats de pedra apuntats, molt probablement d'origen medieval i que es configurarien com arcs de mitgera. En cronologies posteriors, l'espai de planta baixa s'hauria vist ampliat, fet que hauria comportat la construcció d'uns grans arcs de maó en sardinell i que molt probablement tindrien relació amb la construcció d'un pati superior a nivell de planta noble.
La planta noble disposa de nombrosos salons, tots els avui dia completament pintats de blanc tot i que molt probablement haurien estat decorats amb sostres i parets pintades com era habitual a l'arquitectura residencial de les classes benestants als segles xviii i xix (moment en què es faria la reordenació interior de la planta). A l'entrada de la casa es localitza una estança a manera de rebedor que disposa al pis superior d'una galeria de fusta que permet comunicar les dependències del tercer pis localitzades a la banda més septentrional amb les que es troben a la banda del carrer.
La banda del carrer de la Seca està estructurada entorn a un celobert, al volant del qual es disposen dos cossos d'edificació amb façana al carrer i un altre a l'interior de la parcel·la.